# Kra (밴드)
Kra(케라)는 일본 비주얼계 밴드이다.. PS COMPANY(피에스 컴퍼니) 소속.

## 이전멤버
- 景夕(케이유우)/보컬:2월 26일 B형
- 舞(마이)/기타:4월 14일 A형
- 結良(유우라)/ 베이스:8월 12일 A형
- 靖乃(야스노)/드럼:11월 4일 AB형

## 현재멤버
- 景夕(케이유우)/보컬:2월 26일 B형
- タイゾ(타이죠)/기타:2월18일 A형
- 結良(유우라)/ 베이스:8월 12일 A형
- 靖乃(야스노)/드럼:11월 4일 AB형
- 2010년 기타 담당 舞(마이)탈퇴

## 개요
2001년 9월에 결성. 결성 당시의 컨셉은 팬시&메르헨팝으로 음악도 비주얼도 화려하고 귀여운 것이 많았다.
현재는 팬시&메르헨락이면서 연출하는 음악도 팝부터 다크 락까지 폭넓다.
2006년 가을, 싱글 '하트밸런스'(ハートバランス)로 킹 레코드에서 메이저 데뷔한다. 그 뒤로는 TV출연이나 다수의 미디어에 얼굴을 내비치며, 2008년 5월에 테레비도쿄 계열 애니메이션 '유희왕 5D's'(遊☆戯☆王5D's) 오프닝 테마, 코바야시 아사미(小林麻美)의 대 히트곡 '빗소리는 쇼팽의 선율'(雨音はショパンの調べ) 리메이크 등을 통해 지지폭이 넓어졌다. 라이브에서도 이전보다 서서히 성장하여 2006년 12월 27일에 열렸던 첫 홀 공연인 시부야공회당(현재 시부야 C.C.Lemon홀)에서의 원맨 라이브 'COURT of JUSTICE'는 당일 매진. 그 뒤로도 2007년 11월 21일 나카노 선 플라자, 2008년 4월 5일 히비야 야외대음악당에서 열린 공연도 무사히 종료하고, 2009년 2월 13일 시부야 C.C.Lemon홀의 공연도 당일모두 매진. LIVE TOUR2009는 6월 23일 오사카 BIG CAT에서 시작한다.

## 라디오방송
- Kra의 메르헨☆라디오(Kraのめるへん☆れぃでぃお)

인터넷 라디오. 매월 첫째 주, 셋째 주 화요일 밤 9시에서 10시까지 방송중.
매번 멤버 중 2명이 초대 손님으로 등장한다.

## 앨범

### 인디즈

#### 데모 테이프
1. Brise(2002년 5월 18일/1000장 한정)
2. Hard-Lolita(나와의 비밀(僕との秘密) 인스토어 이벤트 한정)

- 전편・후편으로 회장별로 나뉘어 있기 때문에 두 곡으로 1곡이 된다.

#### 싱글
1. 쿠우(クゥ)(2004년 3월 10일)
2. 다락방의 관리인(屋根裏の管理人)(2005년 3월 23일)

#### 앨범
1. 나와의 비밀(僕との秘密) 1st발매(2002년 10월 30일)
  - 2nd발매(2003년 1월 29일)
2. 너에게 질문!(きみに質問!) 1st발매(2003년 1월 29일)
  - 2nd발매(2003년 8월 6일)
3. 서커스 소년(サーカス少年)(2003년 5월 7일)
4. 아트맨(アートマン)(2003년 10월 29일)
5. 브라만(ブラフマン)(2003년 10월 29일)
6. 픽션(フィクション)(2004년 3월 10일) <밴드명은 36481?로 표기>
7. 사계여행의 산보자(四季旅の散歩者)(2005년 4월 20일)
8. ACID Märchen(2005년 8월 17일)
9. 케라비안나이트(ケラビアンナイト)(2006년 3월 8일)
10. 밤하늘 열차의 기적을 들으며(星空列車の汽笛を聞きながら)(2006년 3월 8일)

### 메이저

#### 싱글
1. 하트밸런스(ハートバランス)(2006년 9월 21일) 초회판은 『하트밸런스』Video Clip 특전.　오리콘 주간랭킹 첫 등장 23위
2. artman(2006년 12월 6일) 초회판은『artman』Video Clip 특전.
3. Yell(2008년 1월 23일) 영화『슈퍼커브(スーパーカブ)』타이틀 곡. 오리콘 주간랭킹 첫 등장 30위
4. 인연 -키즈나- (絆-キズナ-) (2008年5月14日) 초회판은『絆-キズナ-』Video Clip 특전. 테레비도쿄계 애니메이션「유희왕5D's」오프닝 곡.　오리콘 주간 랭킹 첫 등장 23위
5. 빗소리는 쇼팽의 선율(雨音はショパンの調べ) (2008년 10월 8일)
6. 러브라보(ラブラボ) (2009년 6월 10일 )초회판은『ラブラボ』Video Clip 특전.　오리콘 주간랭킹 첫 등장 24위
7. bird (2009년 10월 28일) 초회판은『bird』Video Clip 특전.